# A Igreja de Jesus Cristo dos Santos dos Últimos Dias em Portugal

## Histórico
As primeiras reuniões de A Igreja de Jesus Cristo dos Santos dos Últimos Dias realizadas em Portugal foram entre as Forças Armadas dos Estados Unidos estacionadas no país no início de 1970. Mais tarde, em 1974, O Presidente da Igreja Spencer W. Kimball visitou Portugal e recebeu a confirmação de que a Igreja seria reconhecida e que os missionários podiam começar a trabalhar no país.
Em novembro de 1974, Elder William Grant Bangerter dos Setenta chegou a Lisboa para presidir a recém-criada Missão Portugal Lisboa. Quatro missionários foram transferidos de uma missão no Brasil para começar o trabalho. As primeiras reuniões da Igreja foram realizadas na casa de um membro da embaixada canadiana que vivia em Portugal.
Em julho de 1975, havia 100 membros portugueses Santos dos Últimos Dias, e até julho de 1978, a adesão atingiu 1.000. Hoje, mais de 38.000 membros da Igreja vivem em Portugal, organizados em dezenas de congregações locais. Estas congregações, chamadas de Alas e Ramos, servem como centro de todas as atividades da Igreja local, incluindo os cultos de domingo e aulas para crianças, jovens e adultos, homens e mulheres. Atividades durante a semana proporcionam oportunidades de instrução adicional, eventos sociais e as ofertas culturais, como dança, musicais e teatros, além de performance esportiva.
Os ideais ensinados na Igreja focam na vida familiar, a abstinência de álcool e tabaco, e compromisso com princípios morais que caracterizam as crenças mórmons. Os conversos em Portugal possuem uma ampla faixa etária e atinge todos os grupos socioeconômicos. O Projeto "Mãos que Ajudam", de autoria da A Igreja de Jesus Cristo dos Santos dos Últimos Dias, é realizado por todo o país para realizar serviço comunitário.
Atualmente, existem 38.188 santos dos últimos dias em Portugal, além de 6 estacas, 75 alas e ramos, 2 missões e 23 centros de história da família.

### Templo em Portugal
Portugal não possuía nenhum dos 126 templos mórmons em funcionamento até 2019. O templo mórmon mais próximo de Portugal era o Templo de Madrid, frequentado por uma grande maioria dos mórmons portugueses. Em 2 de outubro de 2010, o presidente da igreja, Thomas S. Monson anunciou oficialmente a construção de um templo em Portugal

## Relação com osmédia
A Igreja usa um espaço próprio de programação religiosa na RTP 2 em conjunto com outras confissões religiosas. Esta possibilidade está ao abrigo da lei de liberdade religiosa.
Esta programação consiste num programa de 7 minutos "Fé dos Homens" e um outro programa alargado (30 minutos) designado por "Caminhos".
Em 2009 foi iniciado um conjunto de programas na rádio RDP nos mesmo moldes que a programação televisiva.